# Wygnanów (gmina Sławno)
Wygnanów – wieś w Polsce położona w województwie łódzkim, w powiecie opoczyńskim, w gminie Sławno.
W latach 1975–1998 miejscowość należała administracyjnie do województwa piotrkowskiego. Według Narodowego Spisu Powszechnego Ludności i Mieszkań z roku 2011 liczba ludności we wsi Wygnanów wynosiła 260 osób.
Wierni Kościoła rzymskokatolickiego należą do parafii św. Geroncjusza i Wniebowzięcia NMP w Sławnie.